# Josef Vanunu
Josef Vanunu (hebrejsky: יוסף ונונו) je izraelský politik a bývalý poslanec Knesetu za Izraelskou stranu práce.

## Biografie
Narodil se 7. srpna 1945 ve městě El Kelaa des Sraghna v Maroku. V roce 1955 přesídlil do Izraele. Sloužil v izraelské armádě, kde dosáhl hodnosti seržanta (Samal). Vystudoval ekonomii a agronomii na Hebrejské univerzitě a doktorát z ekonomie na Bar-Ilanově univerzitě. Pracoval jako ekonom. Hovoří hebrejsky, anglicky, arabsky, španělsky a francouzsky.

## Politická dráha
Působil jako člen rady odborového svazu Histadrut, člen vedení Strany práce a jejího kontrolního výboru. Předsedal také kontrolnímu výboru Svazu místních samospráv. Publikoval četné články v izraelském tisku a v odborných zemědělských a ekonomických periodikách.
V izraelském parlamentu zasedl po volbách v roce 1992, do nichž šel za Stranu práce. Byl členem výboru pro záležitosti vnitra a životního prostředí, výboru pro ekonomické záležitosti a výboru finančního. Předsedal podvýboru pro místní samosprávy. Ve volbách v roce 1996 nebyl zvolen. V roce 1997 byl odsouzen za podplácení a podvod v kauze sahající do roku 1989, kdy byl starostou Kirjat Mal'achi.